# Jutiapa (ort i Honduras, Atlántida, lat 15,77, long -86,52)
Jutiapa är en ort i Honduras.   Den ligger i departementet Atlántida, i den centrala delen av landet, 200 km norr om huvudstaden Tegucigalpa. Jutiapa ligger 12 meter över havet och antalet invånare är 2 815.
Terrängen runt Jutiapa är varierad. Havet är nära Jutiapa norrut. Runt Jutiapa är det ganska glesbefolkat, med 43 invånare per kvadratkilometer. Jutiapa är det största samhället i trakten. Omgivningarna runt Jutiapa är en mosaik av jordbruksmark och naturlig växtlighet.